# 巴瑞·曼尼洛
巴瑞·曼尼洛（英語：Barry Manilow，1943年6月17日—)，原名，美國創作歌手、音樂家、編曲家、唱片製作人、指揮家，其職業生涯長達七十餘年。著名的歌曲包括：《科巴卡巴那》、《我寫了一些歌》（I Write the Songs）、《曼蒂》（Mandy）、《新英格蘭的週末》（Weekend in New England）。

## 简介
巴瑞·曼尼洛是美國著名歌手兼詞曲作者，1943年6月生於紐約的布魯克林，1961年從東部地區高中畢業。 
初涉樂壇時，曼尼洛擔任過鋼琴師、唱片製作人等，為流行靈魂女歌手貝特·米德勒等人伴奏，也曾給國家農場保險公司、麥當勞和胡椒博士汽水等大公司創作廣告歌曲。
1970年代，憑借《Mandy》、《科巴卡巴那》和《I Write The Songs》等一系列前十熱門金曲和多張白金大碟，他在70年代的在軟搖滾界獨樹一幟，風頭無二；儘管經常受到評論家和喜劇演員的譏諷批評，還被滾石樂隊起了個「我們時代玩雜耍的」綽號，曼尼洛在樂迷心中的地位卻是無可匹敵。1980年代與90年代，他推出《Swing Street》、《Showstoppers》等多張爵士風格的專輯，《The Old songs》、《Hey Mambo》等金曲傾倒無數歌迷。2003年他的《Copacabana (At The Copa)》被改編成舞台音樂劇，並舉行了巡迴演出。
在樂壇縱橫30餘年的巴瑞·曼尼洛1994年獲得特別托尼獎，還多次捧得格萊美和艾美獎，也因為動畫電影《安徒生的拇指姑娘》製作電影配樂《Marry The Mole!》一曲被冠以1995年金酸莓獎的最差原創歌曲獎。

## 個人生活

### 第一段婚姻
1964年，曼尼洛與高中時的戀人蘇珊·戴克斯勒（Susan Deixler）結婚。馬尼洛後來表示，他深愛著妻子，但他對音樂事業的熱情加上他的不成熟，給他們的家庭帶來了壓力。結婚僅一年後，他就離開了他認為“完美的妻子”，去追求“奇妙的音樂冒險”。馬尼洛將1965年12月《花花公子》的回應歸功於他放棄一切並開始音樂事業的勇氣。“我問了很多人我應該做什麼，他們都說不同的話。最後，我實在是太絕望了，我寫信給《花花公子》顧問。”戴克斯勒於1966年宣布婚姻無效。曼尼洛在2017年表示，儘管他後來與一名男子建立了長期關係，但他一直深愛著戴克斯勒，他的婚姻失敗性取向問題無關。

### 與加里·基夫的戀情
1978年，馬尼洛與電視主管加里·基夫 (Garry Kief) 開始交往，後者很快成為他的經理。2014年，同性婚姻在加州合法化後，兩人結婚。他們對這段關係和他的性取向保密，直到2015年這樁婚姻成為頭條新聞。曼尼洛不希望他與基夫的個人關係公開。當馬尼洛的朋友蘇珊·薩默斯（Suzanne Somers）公開披露在馬尼洛棕櫚泉家中私下交換誓言時，媒體開始宣傳這項活動。雖然沒有正式提交文件，但據報道，馬尼洛和基夫交換了結婚戒指。
曼尼洛於2017年4月正式出櫃，他告訴《人物》雜誌，他一直對自己的性取向保密，因為擔心這會讓他以女性為主的粉絲群失望。不過，當得知兩人結婚的消息後，粉絲們紛紛表示支持。